# Łasica długoogonowa
Łasica długoogonowa, łasica długoogoniasta (Neogale frenata) – gatunek małego drapieżnego ssaka z rodziny łasicowatych. Najbardziej rozpowszechniony gatunek z tej rodziny na terenie Ameryki Północnej. Największy przedstawiciel rodzaju Mustela na kontynencie północnoamerykańskim.

## Występowanie i biotop
Kanada (Kolumbia Brytyjska, Manitoba, Alberta i Saskatchewan), Stany Zjednoczone (z wyjątkiem południowo-wschodniej Kalifornii, Nevady i większej części Arizony), Meksyk, Gwatemala, Honduras, Salwador, Nikaragua, Kostaryka, Panama, północna i południowa część Kolumbii i Wenezueli, Ekwador, Peru, Boliwia i Brazylia. Zamieszkują umiarkowane i tropikalne obszary obu Ameryk. Spotyka się je na polach uprawnych, w lasach, na obszarach podmiejskich, zazwyczaj w pobliżu wody. Nie występują na pustyniach i w dużych, gęstych lasach.

## Charakterystyka
| Podstawowe dane (samce większe i cięższe od samic) | Podstawowe dane (samce większe i cięższe od samic) |
| -------------------------------------------------- | -------------------------------------------------- |
| Długość ciała                                      | samce 330-420 mm samice 280-350 mm                 |
| Długość ogona                                      | samce 132-294 mm samice 112-245 mm                 |
| Masa ciała                                         | samce 160-450 g samice 80-250 g                    |
| Ciąża                                              | 337 dni (średnio 280 dni)                          |
| Dojrzałość płciowa                                 | 3-12 miesięcy                                      |
| Liczba młodych w miocie                            | 4-8 (średnio 6)                                    |
| Długość życia                                      | około 9 lat (w niewoli)                            |

### Wygląd
Mały ssak o długim, smukłym ciele. Głowa mała, wąska z długimi wąsami osadzona na długiej szyi. Nogi krótkie o brązowych łapach. Futro o krótkich, miękkich, lśniących włosach. Linienie odbywa się na wiosnę i jesienią. Sierść koloru brązowego, na brzuchu żółta lub biała. U północnych populacji futro latem brązowem a zimą białe z wyjątkiem czarnej końcówki ogona, u południowych brązowe przez cały rok. Długi, puszysty ogon (stanowi 50% długości ciała) koloru brązowego z czarną końcówką. Wzór zębowy: I 3/3, C 1/1, P 3/3, M 1/2 X 2 = 34.

### Tryb życia
Łasica długoogonowa prowadzi głównie nocny i samotny tryb życia, choć często spotykana jest w dzień. Areał osobniczy samca obejmuje kilka areałów samic. Przejawiają silny terytorializm i są agresywne wobec przedstawicieli własnego gatunku. Terytoria oznaczają wydzieliną z gruczołów odbytowych. Są szybkie i zwinne. Dobrze pływają i wspinają się na drzewa. Posiada dobrze rozwinięty zmysł wzroku, słuchu i węchu. Gniazdują w wydrążonych kłodach, w stodołach, szczelinach skalnych, a także wykorzystują nory swoich ofiar. Komunikują się między sobą za pomocą dźwięków i zapachów.
Okres godowy i lęgowy przypada na lipiec i sierpień. Samiec może kopulować z kilkoma samicami. Po ciąży przedłużonej trwającej 280 dni na świat przychodzi 4-8 młodych o masie urodzeniowej 3,1 g. Młode rodzą się bezradne, z zamkniętymi oczami i rzadkim, białym futrem. Po czternastu dniach futro gęstnieje i uwidaczniają się różnice w wielkości ciała między samcami i samicami. Po 36 dniach młode otwierają oczy i zaczynają być odstawiane od piersi. Zaczynają przyjmować już stały pokarm przynoszony przez matkę. W wieku ośmiu tygodni potrafią same już zabić ofiarę. Samce osiągają wtedy już większe rozmiary od swojej matki. Wkrótce opuszczają gniazdo i prowadzą niezależne życie. Samice dojrzałość płciową uzyskują w 3-4 miesiącu życia natomiast samce około 12. Wiele młodych nie dożywa 1 roku życia. W niewoli osiągają wiek do 9 lat.
Łasica długoogonowa jest zwierzęciem głównie mięsożernym. Głównym składnikiem pożywienia są gryzonie (szczury, nornice, wiewiórki, myszy i susły), króliki, ryjówki, gady i małe ptaki. Latem pokarm uzupełnia o owoce (w tym jagody). Ze względu na duże tempo przemiany metabolizmu, dziennie zapotrzebowanie na pokarm stanowi 40% masy jej ciała. Samice polują głównie na małe gryzonie, natomiast samce potrafią upolować nawet królika. Zdobycz zabijają poprzez ugryzienie u podstawy czaszki.

## Podgatunki
Dotychczas wyróżniono ponad czterdzieści podgatunków łasicy długoogonowej:

- N. frenata affinis Gray, 1874
- N. frenata agilis Tschudi, 1844
- N. frenata alleni (Merriam, 1896)
- N. frenata altifrontalis Hall, 1936
- N. frenata arizonensis (Mearns, 1891)
- N. frenata arthuri Hall, 1927
- N. frenata aureoventris Gray, 1864
- N. frenata boliviensis Hall, 1938
- N. frenata costaricensis Goldman, 1912
- N. frenata effera Hall, 1936
- N. frenata frenata Lichtenstein, 1831
- N. frenata goldmani (Merriam, 1896)
- N. frenata gracilis (Brown, 1908)
- N. frenata helleri Hall, 1935
- N. frenata inyoensis Hall, 1936
- N. frenata latirostra Hall, 1936
- N. frenata leucoparia Merriam, 1896
- N. frenata longicauda Bonaparte, 1838
- N. frenata macrophonius (Elliot, 1905)
- N. frenata munda (Bangs, 1899)
- N. frenata neomexicanus (Barber & Cockerell, 1898)
- N. frenata nevadensis Hall, 1936
- N. frenata nicaraguae J.A. Allen, 1916
- N. frenata nigriauris Hall, 1936
- N. frenata notius (Bangs, 1899)
- N. frenata noveboracensis (Emmons, 1840)
- N. frenata occisor Bangs, 1899
- N. frenata olivacea Howell, 1913
- N. frenata oregonensis (Merriam, 1896)
- N. frenata oribasus (Bangs, 1899)
- N. frenata peninsulae Hall, 1932
- N. frenata perda (Rhoads, 1894)
- N. frenata perotae (Merriam, 1902)
- N. frenata primulina Jackson, 1913
- N. frenata pulchra Hall, 1936
- N. frenata saturata (Merriam, 1896)
- N. frenata spadix (Bangs, 1896)
- N. frenata texensis Hall, 1936
- N. frenata tropicalis (Merriam, 1896)
- N. frenata washingtoni (Merriam, 1896)
- N. frenata xanthogenys (J.E. Gray, 1843)

## Znaczenie
Do wrogów łasicy długoogonowej zaliczają się kojoty preriowe, lisy, duże sowy i grzechotnikowate. Jednak ze względu na dużą agresywność nie jest ona łatwym przeciwnikiem. Głównie ofiarami tych zwierząt padają osobniki młode. Zdarzały się pogryzienia ludzi przez schwytane łasice. Jest cennym tępicielem gryzoni i królików. Zdarzają się też ataki na stada drobiu. Skóra łasicy jest dostępna w handlu, lecz nie zyskała na popularności.

## Zagrożenie i ochrona
W Czerwonej księdze gatunków zagrożonych Międzynarodowej Unii Ochrony Przyrody i Jej Zasobów został zaliczony do kategorii LC (niższego ryzyka). Populacja tego gatunku jest dość stabilna. Zagrożeniem dla tego ssaka są monokultury i osuszanie terenów podmokłych oraz stosowanie pestycydów.